# هنری نات
هنری نات (به انگلیسی: Henry Nott) (زاده ۱۷۴۴ درگذشته ۱۸۴۴) یک مبلغ مذهبی پروتستان اهل بریتانیا بود که در تاهیتی، در جزایر انجمن در پلی‌نزی زندگی کرده و به فعالیت مشغول بود.

## زندگی‌نامه
نات یکی از اولین مبلغانی بود که توسط انجمن مبلغان لندن به اقیانوسیه اعزام شد و در سال ۱۷۹۷ با کشتی داف به تاهیتی رسید.
وی دارای پیشه بنایی نیز بود. انجمن برای مأموریت این مبلغان در تاهیتی، به خوبی برنامه‌ریزی ننموده بود. بازگشت کشتی داف به انگلستان یک سال طول کشید. سپس هنگامی که ملزومات و آذوقه را بارگیری نمود، به سمت تاهیتی حرکت نمود، این سفر مقارن با جنگ‌های ناپلئونی بین بریتانیا و فرانسه بود، در طی مسیر بازگشت این کشتی به تصرف یک کشتی فرانسوی درآمد.
در طول پنج سال انتظار برای تدارک مجدد، چند تن از مبلغان همکار او محل خدمت خود را ترک نموده، چند تن فوت کردند، بعضی از آنها به نظر می‌رسید که دیوانه شده‌اند.. اما هنری نات تسلیم نشده و ادامه داد و با پادشاه جدید پوماره دوم رابطه برقرار کرد. در طی نزدیک به ۲۲ سالی که نات در تاهیتی بود، موفق به دعوت فردی به میسحیت پروتسان نشد، تا آنکه پوماره دوم به پروتستانیسم تغییر دین داد. نات این زبان تاهیتیایی را آموخت و با همکاری پوماره دوم، کتاب مقدس را به آن زبان ترجمه نمود. روث اِی تاکر، تاریخ‌دان مبلغان مذهبی، نات را مترجم اصلی کتاب مقدس به زبان تاهیتیایی توصیف نموده و می‌نویسد:
در مورد پشتکار هنری نات می‌توان گفت، اگر او نبود مأموریت مبلغان در تاهیتی بدون شک، رها می‌شد.
او با یک مبلغ تازه‌وارد از بریتانیا ازدواج کرد، اما همسر او از زندگی در تاهیتی خوشحال نبوده و در عرض دو سال درگذشت.
نات در طول ۴۷ سال زندگی خود در خارج از کشور تنها دو بار به انگلستان بازگشت. او در ۲ مه ۱۸۴۴ درگذشت.

## یادداشت
1. ↑  Horne (1904), p. 36
2. ↑  Tucker (1983), p. 211-214
3. ↑  Tucker (1983), p. 214
4. ↑  Cloud, D (2005), Henry Nott: Herald of the Love of God in Tahiti, Way of Life Literature - Fundamental Baptist Information Service, describes her as a "worthy helpmate".